# The Original Lost Elektra Sessions
Albums de Paul Butterfield Blues Band
The Paul Butterfield Blues Band
(1965)
The Original Lost Elektra Sessions est un enregistrement de 1964 du groupe de blues américain The Paul Butterfield Blues Band sorti en 1995.

## L'album
15 titres sur 19 sont des reprises.

Ces titres ont été enregistrés en décembre 1964, alors que le groupe ne comportait pas de claviériste. À l'arrivée en 1965 de Mark Naftalin, le groupe enregistre de nouveaux titres pour son premier album et laisse tomber les anciens. Ceux-ci seront finalement publiés en 1995 par Paul Rothchild, le producteur du groupe à l'époque.

## Les musiciens
Paul Butterfield : voix, harmonica

Elvin Bishop : guitare, claviers

Mike Bloomfield : guitare

Jerome Arnold : basse

Sam Lay : batterie

## Les titres
| 1.    | Good Morning Little Schoolgirl | 2:23 |
| 2.    | Just to Be with You            | 3:23 |
| 3.    | Help Me                        | 2:16 |
| 4.    | Hate to See You Go             | 4:34 |
| 5.    | Poor Boy                       | 3:27 |
| 6.    | Nut Popper #1                  | 2:25 |
| 7.    | Everything's Gonna Be Alright  | 2:58 |
| 8.    | Lovin' Cup                     | 2:44 |
| 9.    | Rock Me                        | 2:52 |
| 10.   | It Hurts Me Too                | 2:46 |
| 11.   | Our Love Is Driftin'           | 2:29 |
| 12.   | Take Me Back, Baby             | 2:49 |
| 13.   | Mellow Down Easy               | 3:05 |
| 14.   | Ain't No Need to Go No Further | 2:45 |
| 15.   | Love Her with a Feeling        | 2:59 |
| 16.   | Piney Brown Blues              | 2:14 |
| 17.   | Spoonful                       | 3:20 |
| 18.   | That's All Right               | 3:14 |
| 19.   | Goin' Down Slow                | 6:02 |
| 58:56 |                                |      |

## Informations sur le contenu de l'album
- Mark Naftalin joue des claviers sur Love Her with a Feeling.
- Good Morning Little Schoolgirl est une reprise de Sonny Boy Williamson I (1937).
- Just to Be with You est un titre de Muddy Waters composé par Bernard Roth en 1956. Une autre version se trouve sur l'album In My Own Dream sorti en 1968.
- Help Me est une reprise de Sonny Boy Williamson II (1963).
- Hate to See You Go est une reprise de Little Walter (1955).
- Poor Boy est un titre traditionnel réinterprété par le groupe.
- Everything's Gonna Be Alright est une reprise de Little Walter (1959).
- Une reprise de Lovin' Cup se trouve sur l'album Live de UFO (1972).
- Rock Me est une composition de Big Bill Broonzy de 1940 originellement appelée Rocking Chair Blues reprise par Arthur Crudup en 1944 et popularisée en 1964 par B.B. King.
- It Hurts Me Too est un titre de Tampa Red de 1941 popularisé par Elmore James en 1957.
- Our Love Is Driftin' sera également repris par le groupe sur l'album The Paul Butterfield Blues Band (1965).
- Take Me Back, Baby est une reprise de Little Walter (1957).
- Mellow Down Easy est une chanson de Little Walter composée par Willie Dixon en 1954. Ce titre sera également repris par le groupe sur l'album The Paul Butterfield Blues Band (1965).
- Love Her with a Feeling est une reprise de Tampa Red (1938).
- Piney Brown Blues est une reprise de Big Joe Turner & Pete Johnson (1940).
- Spoonful est un titre de Howlin' Wolf composé par Willie Dixon en 1960.
- That's All Right est une reprise de Jimmy Rogers (1950).
- Goin' Down Slow est un titre de "Saint Louis" Jimmy Oden de 1941 popularisé par Howlin' Wolf en 1962.